# 유연우
유연우(1946년 ~ 1970년 6월 29일 ~)은 대한민국의 KBS 공채 탤런트 8기이자 배우였다.

## 생애
- 피해자 유연우는 1946년 미군정 조선 강원도 춘천부 (現 춘천시) 출신이며, 1969년 5월, 배우 김희갑의 추천을 받아 KBS 공채 탤런트 8기 동기 중 유명한 연기자로 김병기, 민욱이 있다.로 입사하여 연기자의 길에 들어섰고, 국난의 영웅 등의 작품에 주로 단역으로 나왔다. 죽기 직전에는 KBS 금요 연속극 꽃집 아줌마 주연으로 정혜선, 이치우, 이일웅 등이 출연했다.]에 동네 파출소 순경 역할로 고정 출연하고 있었다.

## 사망
- 다리미 전선으로 목을 졸라 살해당했다.